# لوكهيد إل-103
لوكهيد إل-103 (L-301) أحيانا تسمى أكس-24سي, رغم أن هذه التسمية غير رسمية. كانت طائرة تجريبية تستعمل تقنية تنفس الهواء لبناء طائرة تفوق سرعتها سرعة الصوت بنسبة فائقة. تم تطويرها من قبل وكالة ناسا والقوات الجوية للولايات المتحدة (السلاح الجوي الأميركي) والمنظمة الوطنية لأبحاث الطيران الفائق السرعة بالاشتراك مع قسم سكونك ووركس الذي كانت المقاول الرئيسي. في كانون الثاني / يناير 1977 تم تحديد أهداف إنتاج طائرتين بخلال ثماني سنوات وإجراء 100 رحلة لكل طائرة."  أوقفت ناسا  على المشروع في أيلول / سبتمبر 1977 بسبب القيود المفروضة على الميزانية وعدم وجود حاجة لها.

## للإستزادة
- بوينغ إكس-51
- الضربة العالمية الفورية

## وصلات خارجية
- موسوعة Astronautica
- صور مأرشفة لطائرات سلاح الجو
- محفوظات ناسا - أكس-24سي المرحلة 3